# Iglesia de San Julián (Nuévalos)
La iglesia de San Julián es una iglesia parroquial católica situada en la localidad zaragozana de Nuévalos (España). 